# Wyspy Bangka i Belitung
Wyspy Bangka i Belitung (indonez. Kepulauan Bangka Belitung) – prowincja w Indonezji obejmująca grupę wysp koło południowo-wschodniego wybrzeża Sumatry. Powierzchnia 16 424 km²; prawie 1,5 mln mieszkańców (2022); stolica Pangkal Pinang.
Archipelag Kepulauan Bangka Belitung liczy ok. 100 wysp, największe to Bangka i Belitung. Stanowi umowną granicę pomiędzy morzami Południowochińskim i Jawajskim. Od Sumatry oddziela go cieśnina Bangka, od Borneo cieśnina Karimata.
Prowincja powstała w 2000 roku, kiedy została wyłączona z prowincji Sumatra Południowa.
Główne miasta: Pangkal Pinang, Sungai Liat, Tanjung Pandan.